# Marmora
Marmora är en kommun i provinsen Cuneo i regionen Piemonte i Italien. Kommunen hade 61 invånare (2018).